# Dina e Clarenza
Dina e Clarenza sono due leggendarie figure femminili legate allo storico assedio di Messina da parte di Carlo d'Angiò durante il Vespro siciliano.

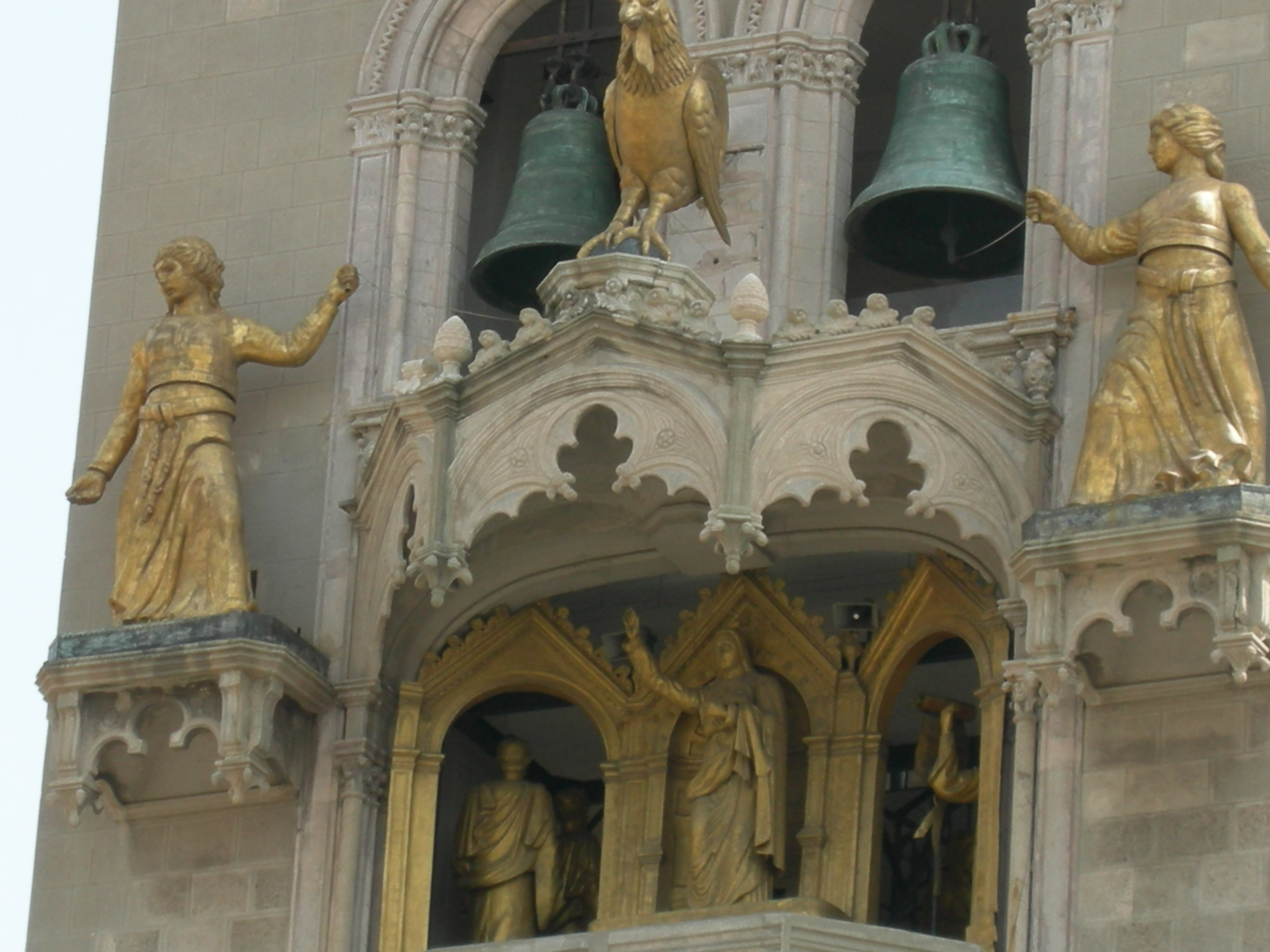
Dina e Clarenza suonano la campana per avvertire i messinesi del pericolo (particolare del campanile del Duomo di Messina)

Le eroine sono diventate simboli del coraggio e dell'attaccamento dei civili messinesi nei confronti della loro città. Oggi, Dina e Clarenza si trovano rappresentate a Messina nel Palazzo Zanca (municipio), nel campanile del Duomo e a loro è intitolato l'ex-ottavo quartiere della città dello stretto.

## Leggenda
La sollevazione del Vespro, iniziata il 30 marzo 1282, lunedì dopo la Pasqua, sul sagrato della Chiesa del Santo Spirito di Palermo, si propagò rapidamente in tutta l'isola. Carlo I d'Angiò tentò invano di sedare la rivolta con la promessa di numerose riforme. Alla fine decise di intervenire militarmente. Con 75.000 uomini e duecento navi, a fine maggio 1282, sbarcò tra Catona e Gallico (a nord di Reggio) iniziando l'assedio di Messina e bloccando di fatto l'intervento di Reggio a sostegno della città siciliana. La città dello Stretto era allora comandata da Alaimo di Lentini, che, nominato Capitano del Popolo, organizzò la resistenza nella città. Carlo strinse d'assedio Messina invano sino a tutto settembre e nel tentativo di occupazione non risparmiò nessun civile per espugnare la città, né anziani, né donne o bambini. La città, a sua volta pur se stremata dall'assedio, respinse i continui attacchi con la partecipazione di tutta la popolazione. Dina e Clarenza, due dame messinesi che secondo la tradizione si opposero agli assalti degli Angiò. Durante la notte dell'8 agosto si ebbe un assalto guelfo italo-francese alle spalle della città. Le truppe di Carlo tentarono di invadere la città dai colli e le due donne, di guardia alle mura, appena avvistati i nemici si prodigarono per respingere l'attacco; Dina lo fece scagliando sassi di continuo sui soldati nemici, Clarenza suonando le campane dal campanile del Duomo da dove svegliò tutta la città. Così i messinesi accorsero a difesa della città e respinsero l'attacco.